# القبطان بلود (فلم 1935)
سيد الدماء (بالإنجليزية: Captain Blood) هو فيلم قراصنة متعنترين تم إنتاجه في الولايات المتحدة وصدر في سنة 1935.

## ترشيحات وجوائز
| السنة | الجائزة        | الفئة     | النتيجة |
| ----- | -------------- | --------- | ------- |
| 1935  | جائزة الأوسكار | أفضل فيلم | رُشِّح     |

## الميزانية والإيرادات
بلغت تكلفة إنتاج الفيلم حوالي 1.000.000 دولار.

## روابط خارجية
- مقالات تستعمل روابط فنية بلا صلة مع ويكي بيانات